# Дэй, Зелла
Зе́лла Дэй Керр (англ. Zella Day Kerr; род. 13 марта 1995) — американская певица и автор песен из маленького города Пайнтоп-Лейксайд в штате Аризона, США. В возрасте 17 лет она переехала в Лос-Анджелес, где и началась её карьера певицы с выпуска в 2012 году кавера на песню американской группы The White Stripes — «Seven Nation Army».

## Биография

### Ранние годы
Зелла и её сестра Майя родились в Пайнтоп-Лейксайде — маленьком городке, где её родители держали кофейню с музыкой, что в будущем повлияло на её карьеру. Песни она начала пробовать писать ещё в 9 лет, например песню «Simple Song» с аккомпанементом под гитару. Позже, в 2009 году эта песня вошла в её альбом Powered By Love.

### 2012—2015. «Seven Nation Army», «Zella Day EP» и дебютный альбом
После переезда в Лос-Анджелес в 2012 году, Зелла выложила на видео-сервис YouTube свою кавер-версию на известную песню американской группы The White Stripes — «Seven Nation Army». Видео стало довольно популярным, на неё стали обращать внимание критики, некоторые сравнили звучание Зеллы с Ланой Дель Рей.
В 2014 году она выпустила свой первый сингл «Sweet Ophelia/1965», который в итоге обрёл популярность. В том же году вышел её мини-альбом Zella Day, на который вошли композиции «Hypnotic», «East of Eden», «Compass» и «Sweet Ophelia». Критики оценили его вполне положительно, например Эдди Ступин из The Harborlight назвал мини-альбом «волшебно невероятным и вдохновляющим». В октябре этого же года вышел видеоклип на композицию «Sweet Ophelia».
В 2015 году Дэй анонсировала название своего дебютного альбома — Kicker, который вышел 2 июня 2015 года. В феврале того же года вышло видео на композицию «Hypnotic». На дебютный альбом вошли песни из мини-альбома Zella Day, её дебютный сингл «1965» и 7 новых песен.

## Дискография

### Альбомы

#### Студийные альбомы
| Год  | Название        | Детали                                                                                       |
| ---- | --------------- | -------------------------------------------------------------------------------------------- |
| 2009 | Powered By Love | - Выпущен 8 февраля - Лейбл: Zella Day Music - Форматы: компакт-диск                         |
| 2015 | Kicker          | - Выпущен 2 июня - Лейбл: Pinetop, Hollywood - Форматы: компакт-диск, винил, онлайн-загрузка |
| 2019 | TBA             |                                                                                              |

#### Мини-альбомы
| Год  | Название            | Детали                                                                      |
| ---- | ------------------- | --------------------------------------------------------------------------- |
| 2012 | Cynics vs. Dreamers | - Выпущен 22 мая - Лейбл: собственный релиз, Wax - Форматы: онлайн-загрузка |
| 2014 | Zella Day           | - Выпущен 21 октября - Лейбл: B3SCI - Форматы: винил, онлайн-загрузка       |

#### Синглы
| Год  | Название                       | Альбом              |
| ---- | ------------------------------ | ------------------- |
| 2012 | «Seven Nation Army»            | —                   |
| 2013 | «No Sleep To Dream»            | Cynics vs. Dreamers |
| 2014 | «1965»/«Sweet Ophelia»         | Kicker              |
| 2014 | «East of Eden»                 | Kicker              |
| 2014 | «Compass»                      | Kicker              |
| 2015 | «Hypnotic»                     | Kicker              |
| 2015 | «High»                         | Kicker              |
| 2015 | «Jameson»                      | Kicker              |
| 2016 | «Man on the Moon»/«Hunnie Pie» | TBA                 |
| 2019 | «You Sexy Thing»               | TBA                 |